# Nord perdu
Nord perdu est un essai de Nancy Huston, publié le 28 octobre 1999 aux éditions Actes Sud.

## Résumé
Dans cet essai écrit en français, Nancy Huston, romancière et essayiste canadienne anglophone, aborde les difficultés et les défis que présentent l'expatriation et le bilinguisme. Elle se penche sur les différents problèmes que pose le fait de vivre dans un pays dans lequel on n'est pas né, d'en adopter la langue et les coutumes, d'y élever des enfants.

## Éditions
- Nord perdu suivi de Douze France, collection Un endroit où aller, Actes Sud, 1999,  (ISBN 274272494X)
- Nord perdu suivi de Douze France, Actes Sud, collection Babel no 637, 2004,  (ISBN 2-74274-925-X)